# Catherine Belkhodja
Catherine Belkhodja (Algeri, 15 aprile 1955) è una scrittrice, attrice e regista francese.

## Biografia
Catherine Belkhodja nacque nel 1955 da padre algerino cabilo, Abdelkader "Kadour" Belkhodja, e da madre francese, Jeanne Malborgne. Ad Algeri, dove abitava di fronte alla Gran Posta e ha studiato, scrive le sue prime novelle e comincia a studiare teatro, musica e belle arti. Fa i suoi primi passi nel cinema e decide di andare a Parigi per studiare architettura, filosofia, urbanistica e etnologia del Maghreb.
Laureata in filosofia, si guadagna da vivere prima nell'Educazione Nazionale e moltiplica i posti. Si laurea poi in architettura, si specializza in architettura bioclimatica e diventa urbanista alla Prefettura di Parigi. Persegue le sue ricerche in architettura solare in Belgio, laurea in estetico sotto la direzione di Olivier Revault d'Allones all'Università della Sorbonne a Parigi, prima di recarsi Egitto per studiare architettura della terra con Hassan Fathy. Pubblica i suoi primi articoli nelle riviste Le Sauvage e Sans frontières e scrive la sua prima sceneggiatura.
Dalla televisione all'arte concettuale, inclusi l'architettura, il giornalismo o la filosofia, ha interessi molto vari. Interpreta dei ruoli diversi sotto la direzione di Claire Devers in Noir et Blanc (Nero e Bianco), di Guy Gilles in Nuit docile (Notte docile), di Jean-Pierre Limosin in L'autre nuit (L'altra notte) o di Benoît Peeters in Le compte-rendu (Il resoconto). Partecipa al centenario del cinema diventando la figura centrale di Silent Movie, un film dalla configurazione singolare che si basa interamente su una sola interprete: secondo Bill Hoorigan, Catherine Belkhodja è "un tipo di viaggiatrice del tempo cinematografico, progettata nell'universo monocromatico del cinema muto per rubargli i suoi segreti". 
Di ritorno a Parigi,  frequenta il Conservatorio nazionale superiore di Arte Drammatica e ottiene dei ruoli alla televisione ed al cinema. Diventa reporter all'agenzia Gamma e realizza numerosi argomenti per la televisione, anche facendo talvolta i commenti nelle famose trasmissioni Moi-je, Sexy folies, Mosaïque, Envoyé Spécial, Des racines et des ailes, Faut pas rêver, Océaniques.
Viene notata da Philippe Alfonsi che le propone di presentare la nuova rivista che sta mettendo in piedi con Maurice Dugowson e le chiede di partecipare al concetto. Catherine suggerisce un palcoscenico televisivo che non sia fisso allo scopo di non chiudersi in uno studio o nella routine. Osa un tono vivo e spostato su sfondo molto originale: un taxi, una Cadillac che si sposta di notte intorno a Parigi mentre gl'invitati sono intervistati dalla presentatrice nella mitica trasmissione Taxi La rivista è salutata dall'insieme della professione televisiva e riceve un 7 d'oro.
Chris Marker è veramente colpito da questo tono nuovo e le propone il ruolo della giornalista in Level Five nel 1997. Recita con tale naturalezza che certi spettatori dimenticano che è una finzione! Si reca poi in Algeria dove realizza il suo primo documentario "Reflets perdus du miroir" (Riflessi perduti dello specchio), la storia di due piccole sorelle gemelle che si ritrovano dopo una lunga separazione. Diventa collaboratrice di due riviste L'autre journal e La légende du siècle.
La sua passione per l'Asia l'incita a viaggiare: visita quindi il Giappone, la Cina, la Birmania, il Vietnam, la Cambogia, la Thailandia, il Laos, la Malaysia, la Corea del Sud, le Maldive, l'India, l'Indonesia, lo Sri Lanka, Singapore, Hong Kong (Cina), Taiwan e Macao (Cina). Cofonda una nuova rivista specializzata sull'Asia per cui diventa reporter. Tiene corsi di cinema nel Libano, visita la Turchia e la Russia poi l'Asia Centrale, l'Uzbekistan e il Tagikistan. Collabora a riviste di turismo, gastronomia e viaggi. Nel frattempo si occupa della sua società editoriale e di produzione KAREDAS

### Vita privata
Catherine Belkhodja ha cinque figli:
- Maïwenn Le Besco, attrice, sceneggiatrice e regista.
- Jowan Le Besco, attore, regista e direttore della fotografia.
- Isild Le Besco, attrice, sceneggiatrice e regista.
- Léonor Graser, attrice, sceneggiatrice, ricercatrice, insegnante all'Università della Sorbonne (Mediazioni culturali).
- Kolia Litscher, attore.

## Scrittura
Catherine Belkhodja si concentra adesso sulle sue attività collegate alla scrittura. Scrive regolarmente dei testi per le riviste letterarie Alter texto, Hakaî, Poète, Carquois, les Cahiers de Poésie, Gong. Ha anche di recento iniziato da KAREDAS la collana kaiseki dedicata al haiku. Per inaugurare questa collana, ha fatto appello a Yves Brillon, un “haidjin” canadese premiato due volte (2005 e 2006) al Gran Concorso Internazionale di Haiku organizzato dalla rivista Marco Polo alla Casa della Cultura del Giappone a Parigi. Anima anche un workshop di scrittura di haiku sul sito di Psychologies magazine, una rivista psicologica in cui ha presentato un'iniziazione al haiku.

### Gran concorso internazionale di Haiku Marco Polo
Creato nel 2005, il concorso premia ogni anno i migliori autori di haiku originari di dieci paesi.
- 18 maggio 2005: prima consegna dei premi alla Casa del Giappone a Parigi sotto il patrocinio dell'Ambasciata del Giappone a Parigi.
- 25 novembre 2006: seconda consegna dei premi allo Spazio Culturale franco-giapponese a Parigi con un aperitivo sake ed un buffet giapponese.
- 4 maggio 2007: consegna dei premi del terzo concorso (di cui tema era “L'Amore”) al Centro Tenri nell'ambito della Primavera dei Poeti.

## Filmografia

### Attrice

#### Cinema
- La Chanson du mal aimé, regia di Claude Weisz (1982)
- Il regalo (Le Cadeau), regia di Michel Lang (1982)
- Pour cent briques t'as plus rien, regia di Édouard Molinaro (1982)
- Idylle, regia di Françoise Prouvost - cortometraggio (1983)
- Noir et blanc, regia di Claire Devers (1986)
- Nuit docile, regia di Guy Gilles (1987)
- L'Autre nuit, regia di Jean-Pierre Limosin (1988)
- Owl Gets in Your Eyes, regia di Chris Marker - cortometraggio (1994)
- Ritratto nella memoria (The Proprietor), regia di Ismail Merchant (1996) - non accreditata
- Level Five, regia di Chris Marker (1997)
- La Puce, regia di Emmanuelle Bercot (1999)
- Roberto Succo, regia di Cédric Kahn (2001)
- Bas-fonds, regia di Isild Le Besco (2010)

#### Televisione
- Point de rencontre, regia di Manu Bonmariage e Michel Favart - film TV (1981)
- Le Lavabo - miniserie TV (1983)
- Quelques hommes de bonne volonté - miniserie TV, 6 puntate (1983)
- Faber l'investigatore (Der Fahnder) - serie TV, episodio 1x09 (1985)
- Double Face, regia di Serge Leroy - film TV (1987)
- Marc et Sophie - serie TV, episodio 2x19 (1988)

## Teatro
- 1980: La maison de Bernarda di Lorca. Teatro della Villette, regista Youssef Hamid
- 1982: Phèdre. Teatro dell'Atopie. Regista Norbert Heinburger
- 1986: Le voleur d'autobus. Teatro Yerma, regista Youssef

## Editoria
- L'ombre du caméléon di François Roche (Architettura - distribuito dall'Istituto francese di architettura
- Correspondance anachronique di Nam et Sor (saggio)
- Peintures di Dominique Maraval (( plastica contemporanea)
- D'un instant à l'autre di Yves Brillon (Haiku, collana kaiseki)

## Poesie. Opere collettive
- LES CAHIERS DE POESIE 6. Laurent Felds - ISBN 2-916090-68-1
- LES CAHIERS DE POESIE 7. Laurent Felds - ISBN 2-916090-71-1
- REVUE ALTER TEXTO N°14. AVRIL 06
- DIX VUES SUR LE HAIKU. Automne 2007.AFH